# Monika Weber
Monika Weber (ungerska: Mónika Weber), född den 7 februari 1966 i Satu Mare, Rumänien, är en tysk och före detta rumänsk fäktare som ingick i de tyska lag som tog silver i Los Angeles 1984, silver i Barcelona 1992, brons i Atlanta 1996 och OS-brons i damernas lagtävling i florett i samband med de olympiska fäktningstävlingarna 2000 i Sydney. 
Hon tillhörde den ungerska minoriteten Transsylvanien. 